# Zama (ciutat)
Zama (座間市, Zama-shi) és una ciutat de la prefectura de Kanagawa, al Japó. L'any 2015 tenia una població estimada de 129.767 i una densitat de població de 7385 habitants per km². Té una àrea total de 17,57 km². La ciutat és seu de la base de l'exèrcit estatunidenc Camp Zama.

## Geografia
Zama està situada al centre de la prefectura de Kanagawa. La ciutat és plana en gran part, amb algunes àrees muntanyoses. Els rius Sagammi, Mekushiri i Hato flueixen a través de Zama. La ciutat és coneguda per la seva aigua potable, que romà freda a l'estiu i tèbia a l'hivern.

## Història
L'àrea del voltant de Zama ha estat habitada des de temps prehistòrics, i s'hi han trobat restes del període de Jomon. El llogaret d'Izama fou una estació de correu en l'antiga carretera de Tōkaidō que connectava Kioto amb les províncies de la región de Kantō, i el territori era part d'un tenryō dins de la província de Sagami durant el període Edo; administrat directament pel shogunat Tokugawa a través de hakamotos. Durant la restauració Meiji el 1889, l'àrea de l'actual Zama consistia en cinc viles del districte de Kōza de la prefectura de Kanagawa.
L'àrea romangué molt rural fins a l'arribada del ferrocarril elèctric d'Odakyū el 1927 i el ferrocarril de Sagami el 1935, que estimularen el desenvolupament local, tot i que l'àrea era principalment terres de cultiu quan l'Exèrcit Imperial del Japó va mudar-se a l'àrea de Zama el 1937. L'increment de la població portà a la vila de Zama a ser elevada a poble el mateix any. El 1941, el poble de Zama i les viles veïnes van unir-se amb Sagamihara. El 1944, s'hi establí l'Arsenal Naval de Kōza de la Marina Imperial del Japó. Aquesta va tancar-se a la fi de la Segona Guerra Mundial, i l'Acadèmia de l'Exèrcit Imperial del Japó va entregar-se a l'Exèrcit dels Estats Units esdevenint el Camp Zama.
El setembre de 1948, Zama recuperà l'estatus de poble independent de Sagamihara. L'economia local va rebre un impuls important amb la construcció de la planta de muntatge d'automòbils de Nissan el 1965, la producció de la qual acabà l'any 1995. Zama esdevingué una ciutat l'1 de novembre de 1971.

## Agermanament
- Smyrna, Tennessee, EUA